# Saugerties, New York
Saugerties, New York (енгл. Saugerties) град је у америчкој савезној држави Њујорк.

## Демографија
По попису из 2010. године број становника је 3.971, што је 984 (-19,9%) становника мање него 2000. године.
| Група             | 2000.         | 2010.         |
| Белци             | 3.668 (74,0%) | 3.434 (86,5%) |
| Афроамериканци    | 602 (12,1%)   | 90 (2,3%)     |
| Азијати           | 69 (1,4%)     | 42 (1,1%)     |
| Хиспаноамериканци | 587 (11,8%)   | 303 (7,6%)    |
| Укупно            | 4.955         | 3.971         |